# Aureopteryx
Aureopteryx is een geslacht van vlinders van de familie van de grasmotten (Crambidae), uit de onderfamilie van de Glaphyriinae. De wetenschappelijke naam en de beschrijving van dit geslacht werden voor het eerst in 1956 gepubliceerd door Hans Georg Amsel.

## Soorten
- A. argentistriata (Hampson, 1917)
- A. calistoalis (Walker, 1859)
- A. glorialis (Schaus, 1920)
- A. infuscatalis Munroe, 1964
- A. olufsoni Solis & Adamski, 1998